# Confessions on a Dance Floor
 (срп. Исповести на плесном подијуму) је десети студијски албум поп певачице Мадоне, издат 15. новембра 2005. од стране Warner Bros. Records. Сматра се њеним великим камбеком након претходног, неуспешног студијског албума American Life. Забележио је велику продају, о чему сведоче чињенице да је у првој недељи продат у око 200 000 примерака само у Европи, а данашње процене продаје су између 8 и 12 милиона примерака. Дебитовао је на првом месту на топ-листама продаје у чак 29 држава, што представља светски рекорд за соло извођача. Године 2007. албум је освојио Греми као "Најбољи Електронски/Денс албум“.

## Историја албума
постао је један од Мадониних најуспешнијих албума, са светским хитовима попут Hung Up и Sorry. Албум је такође пратила и Мадонина до тад најуспешнија турнеја, која је носила име у сличном маниру као и сам албум, Confessions Tour, на којој је зарадила око 200 милиона долара. Већином је копродуциран у сарадњи са Стјуартом Прајсом, њеним продуцентом са претходне две турнеје (а који је на том месту и остао и на Confessions Tour), а међу другим сарадницима су и Мирвеј Ахмадзаи, продуцент са њена два претходна албума, као и шведски продуцентски тимови Bloodshy & Avant и Bagge & Peer.
Мадона је о албуму изјавила:
| „ | Желела сам плочу без балада. Желела сам да не буде паузе, са песмама које се преклапају - баш као у дискоу! [...] Кад год правим плочу, често више волим ремиксе него оригиналне верзије. Па сам помислила, зајеби их! Почећемо са те тачке гледишта. Желим да чујем све ове песме у клубовима. Пришла сам албуму мало више као ди-џеј, али Стјуарт и јесте ди-џеј. То је заиста утицало на атмосферу - денс аспект плоче. [...] Слушали смо много плоча других људи док смо правили ову - очигледно су то били и - па је за мене она [плоча] више омаж тим другим људима него што је моја. Ако постоје референце на моје раније албуме, то је урађено случајно, као део наше молекуларне структуре; излази поново и поново, надам се не као сувише досадно и понављајуће. [...] Све време док сам снимала албум, радила сам и филм - и то је стварно било исцрпљујуће. Често сам путовала на релацији Њујорк-Стокхолм, јер се документарац монтирао у Шведској. Требало је исећи 250 сати снимљеног материјала и оставити само два сата - то ме је уништило! | ” |

О самом процесу снимања албума, продуцент Стјуарт Прајс је изјавио:
| „ | Мадона се на плесном подијуму осећа као у својо дневној соби, игра јој је у крви. Немојте заборавити да је први хлеб зарадила уз помоћ ђускања, а и сада јој нема равне на бини. Музика коју смо компоновали долазила јој је инстиктивно, без претераног размишљања и потребе да се после нешто нарочито монтира. Зато смо цео албум измиксовали да личи на ди-џеј сет. [...] Да се не осећа опуштено у мом присуству - сигурно не би ни хтела да радимо заједно! Имали смо прилику да се добро упознамо на претходне две турнеје, где сам прво упао као клавијатуриста, захваљујући препоруци њеног пријатеља. Моја највећа заблуда везана за њу била је да се не меша у продукцију - а она буквално не излази из студија, тамо је даноноћно! [...] Нећете веровати, али све што она пева снимано је у мом стану, на једном прилично јефтином микрофону. Знали смо да нећемо добити савршен звук, али баш нам је био супер тај "истрошени" вајб. Ако на компу покушате да очистите нове песме и изолујете њен вокал, вероватно ћете у позадини чути чудне звуке - то се чује једна ћакнута бака која живи изнад мене, а која по цео дан виче! [...] Која је највећа животна лекција коју сам научио од Мадоне? Може се свести у две речи: Умукни, бре! | ” |

Мадонин коментар о омажу понатим звездама диско музике био је потпуно на месту. Кренувши од песме до песме, можемо видети јасне утицаје седамдесетих и осамдесетих.
Прва песма на албуму, која је уједно била и први сингл, Hung Up, садржала је у себи семпл популарне песме групе АББА под називом Gimme! Gimme! Gimme! (A Man After Midnight), у комбинацији са модерном денс продукцијом. Ово је тек други семпл који је група одобрила за коришћење другом извођачу, с обзиром на њихову строгу no sampling! политику, како би спречили чепркање по својој заоставштини. Песма је постигла незапамћен успех, освојивши врхове топ-листа у чак 41 држави, међу којима је и Србија, и за само два месеца поставши најуспешнија песма 2005. године, као и осма најуспешнија песма 2006. године, према Уједињеној светској листи. Овај подухват је обезбедио Мадони место у Гинисовој књизи рекорда. 
Друга песма, која почиње звуком будилника који је представља "везу" са Hung Up, зове се Get Together, и није сувише инспирисана диско ером, колико модерном денс музиком. Представљала је трећи сингл са албума. Уочена је мелодијска сличност са успешном песмом Music Sounds Better With You француског електро-бенда Стардаст из касних деведесетих, али то је вероватно учињено нехотично, пошто нема података о семпловању. 
Трећа песма, једноставно названа Sorry, садржи као прелаз са претходном песмом виолински интро, а онда се креће ка пулсирајућој бас линији, која прати мидтемпо денс матрицу. У песми су уочене сличности са ранијим пројектима самог продуцента Стјуарта Прајса, и његовог бенда Zoot Woman, али и бас линија која је готово идентична оној у једном од Мадониних раних хитова, Material Girl. Песма је послужила као други сингл, и постала нешто мање успешна него Hung Up, поставши четврта најуспешнија песма 2006. године. 
Четврта песма са албума, под називом Future Lovers, једина је песма на албуму коју је продуцирао Мадонин ранији сарадник на албумима, француски ди-џеј Мирвајз Ахмадзаи. Песма садржи готово идентичну бас линију као I Feel Love, једна од најпознатијих песама Доне Самер, коју је 80их продуцирао познати италијански продуцент Ђорђо Мородер, један од оснивача електронске музике. Сам текст такође садржи неке мање референце на текст оригиналне песме, а иначе говори о љубави са мање-више филозофско-етеричног аспекта. Сличност две песме искоришћена је на Confessions Tour, где су ове две песме срасле у својеврсни медли, који је послужио као песма која отвара концерт.
Пета песма са албума, I Love New York, није баш славно прошла у критикама. Многи су је сматрали као моментом који квари импресивне прве четири песме са албума, и уништава атмосферу. Ипак, Мадонина одлука да стави песму на албум је била последица њене изузетне љубави према Њујорку, у коме је започела каријеру, и који је увек сматрала својим најдражим градом. Критике су запазиле помало детињасто баналне стихове, али и похвалиле рок утицаје у миксу са продукцијом Стјуарта Прајса. Демо верзија песме, са још јаснијим рок звуком, нашла се на албуму I'm Going to Tell You a Secret, а и сама је настала за време турнеје.
Let It Will Be је још једна у низу песама које је Мадона посветила слави, и њеном ставу о апсурдности славних личности, и које на крају "изгарају" у својој популарности. Ово јасно потврђује стих "Just watch me burn!". Виолински интро песме на неки начин подсећа на њен ранији хит Papa Don't Preach, док је сама песма још једна од оних са изразитим диско звуком.
Седма песма са албума, Forbidden Love, је нешто најближе балади на овом албуму. Кроз бајковите стихове, предочава нам бајковиту љубав између момка и девојке, за коју је био потребан "само један додир, само један поглед“. Ипак, упркос хетеросексуалним стиховима, песма се сматра незваничном геј химном. Случајношћу, песма има исто име као и једна ранија Мадонина песма са албума Bedtime Stories.
Jump, осма песма на албуму, која је уједно била четврти и последњи сингл, музички вуче инспирацију из песме West End Girls групе Pet Shop Boys. Ипак, лирички садржи потпуно различиту тему. Коаутор песме је и Мадонин зет Џо Хенри, са којим је и раније радила на песми Don't Tell Me. Песма се може схватити двојако: као жеља за променом, жеља да се направи "скок" у будућност, али и као песма која преиспитује породчне односе и љубав. Спот за песму освојио је награду као Најбољи денс спот од Међународне организације денс заједнице, а садржао је утицаје екстремног спорта паркура.
How High је друга песма са албума која преиспитује Мадонину славу и открива њене раније намере, за које данас сматра да су будаласте. "Провела сам цео живот желећи да људи причају о мени", тврди у песми. Ипак, централна тема представља висину својих улога у то како бисте постали славни, и колико се заправо све исплати. Песма садржи изузетну техно продукцију, која је препознатљива за шведски тим Bloodshy & Avant.
Isaac је можда једина песма са албума која је изазвала контроверзу, али не толико познату јавности. Наиме, прва тумачења песме су тврдила да је посвећена кабалистичком учитељу Исаку Лурми из XVI века, што је довело до реакције њених кабалистичких истоверника, јер кабала забраљује коришћење имена својих светаца у комерцијалне сврхе. Ипак, Мадона је касније објаснила да је песма првобитно имала име The Binding of Isaac (Жртвовање Исаково), као алузија на библијски мит о Абрахаму и Исаку, а које јој је вероватно дошло несвесно јер је у песми сарађивала са својим пријатељем Јицаком Шиванијем, чије име у англицизираном облику заправо и јесте Isaac. Сама песма је једини духовни моменат албума, користи библијске и кабалистичке метафоре о Богу, анђелима и вратима раја, а садржи и кратки лиричко-музички семпл песме Офре Хазе I'm Ninalu, који изводи Јицак Шивани. Запажена је по изузетној продукцији која је спојила оријенталне источњачке елементе и електронски звук, и добила је сјајне критике. Мадонино певање у рефрену, које се своди на назално "хммм-мм-хмм" је још једна од референци на Мадонине раније радове попут Secret и Frozen.
Претпоследња песма на албуму, Push, садржи изразити трибални стил, уз интересантне перкусионистичке деонице, док се стихови баве особом која Мадону "гура" да не постустане, чак ни када се не осећа добро, и због чега јој је захвална. Иако није сигурно о коме се ради, готово сигурно се претпоставља да је у питању њен муж Гај Ричи. Песма садржи још један мањи осврт на Мадонине раније радове, јер рефрен садржи готово идентичну мелодијску линију као и један од њених највећих хитова, Like a Prayer. Интересантно је и да песма садржи и једну краћу деоницу вокала пуштену уназад.
Крај албума обележава трећа песма о слави, Like it or Not, у почетку звучећи као депресивна балада, која прераста у мидтемпо песму у којој Мадона још једном покушава да пронађе своје место на овом свету, уз стихове попут "можете ме назвати грешницом, али ме можете назвати и светицом, славити ме због онога што јесам и не волети због онога што нисам“. Садржи и неке библијске алегорије о Рајском врту, као и Тајној вечери. Често се уз песму везује и мелодијска сличност са песмом Personal Jesus бенда Дипеш Мод.

Албум је донео Мадони сјајне критике, толико потребне након American Life, доживео је одличну продају, и поред свега, Мадона је за њега добила највише награда у својој каријери. Донео јој је и трећу "дуплу круну" тј. истовремено прво место на британској листи албума и синглова. Такође ју је изједначио по броју топ10 синглова са Елвисом. Поводом свега, Мадона је изјавила:
| „ | Мој муж Гај је био први који ми је саопштио да је албум дошао до првог места. Била сам шокирана, нема, пресрећна. Рекла сам - Ово мора да се прослави! Зато смо отворили боцу шампањца, нешто што ја иначе никада не радим, а сад видим да би требало. Попила сам чашу, села и двадесет минута плакала. Била сам толико узбуђена, укрстила су се различита осећања, али у основи - биле су то сузе радоснице. Немојте дозволити певачицама да вам трабуњају како им комерцијални успех није битан. [...] Ја и Елвис? Ма није ваљда? Одмах ћу позвати тату, ваљда ће најзад бити импресиониран! [...] је био начин да се опустим, играм, будем слободна и срећна. Надам се да се све то осети у музици и да је плоча због тога постала тако успешна. | ” |

Праћен успехом албума, ускоро је изашао и ремикс-албум под називом Confessions Remixed, као троструки винил албум који је садржао шест ремикса, које је све урадио Стјуарт Прајс, под својим резличитим псеудонимима. Нажалост, ова компилација је јако ретка, јер је произведено само 3 000 примерака.

## Формати
- - 12 песама у континуалном миксу, који прилично подсећа на ди-џеј сет, са песмама стопљеним заједно. Ипак, свака песма је посебна.
- - Дигитални даунлоуд, све песме су одвојене, неумиксане у континуитету, садрже различите почетке и крајеве.
- - Издато у децембру 2005, садржи бонус песму Fighting Spirit, књижицу од 40 страна са фотографијама Стивена Клајна, празно блокче од 80 страна са стиховима из Like it or Not, једномесечно бесплатно чланство у Мадонином фан клубу ICON, као и специјалан омот. Све песме осим Fighting Spirit су стопљене и одвојене. [Издање на слици]
- - Постоје две варијанте: једна која садржи песме одвојено, и друга у којој су спојене у једну дугу песму. Садржи и дигитални буклет, као и спот за Hung Up.
- - Исто издање као и претходно, само без додатака.
- - Две винил плоче са стандардних 12 песама.
- - Издато у Јапану августа 2006., и садржи два диска, од којих је први стандардни, а други садржи спотове за Hung Up и Sorry, као и видео-снимке како су прављени.

## Списак песама
| #   | Име | Трајање |
| --- | --- | ------- |
| 1.  | Аутори: Мадона, Стјуарт Прајс, Бени Андерсон, Бјорн Улвеус Продуценти: Мадона и Стјуарт Прајс                                           | 5:36    |
| 2.  | Аутори: Мадона, Андерс Баге, Пир Астром, Стјуарт Прајс Продуценти: Мадона, Стјуарт Прајс Оригинална продукција: Андерс Баге, Пир Астром | 5:30    |
| 3.  | Аутори: Мадона, Стјуарт Прајс Продуценти: Мадона и Стјуарт Прајс                                                                        | 4:43    |
| 4.  | Аутори: Мадона, Мирвајз Ахмадзаи Продуценти: Мадона, Мирвајз Ахмадзаи                                                                   | 4:51    |
| 5.  | Аутори: Мадона, Стјуарт Прајс Продуценти: Мадона и Стјуарт Прајс                                                                        | 4:11    |
| 6.  | Аутори: Мадона, Мирвајз Ахмадзаи, Стјуарт Прајс Продуценти: Мадона и Стјуарт Прајс                                                      | 4:18    |
| 7.  | Аутори: Мадона, Стјуарт Прајс Продуценти: Мадона и Стјуарт Прајс                                                                        | 4:22    |
| 8.  | Аутори: Мадона, Џо Хенри, Стјуарт Прајс Продуценти: Мадона и Стјуарт Прајс                                                              | 3:46    |
| 9.  | Аутори: Мадона, Кристијан Карлсон, Понтус Винберг, Хенрик Џонбек Продуценти: Мадона и копродуцирао Стјуарт Прајс                        | 4:40    |
| 10. | Аутори: Мадона, Стјуарт Прајс Продуценти: Мадона и Стјуарт Прајс                                                                        | 6:03    |
| 11. | Аутори: Мадона, Стјуарт Прајс Продуценти: Мадона и Стјуарт Прајс                                                                        | 3:57    |
| 12. | Аутори: Мадона, Кристијан Карлсон, Понтус Вниберг, Хенрик Џонбек Продуценти: Мадона и Bloodshy & Avant                                                  | 4:31    |

## Додатне песме
- - демо који је био доступан само фан клубу - Мадона, Ахмадзаи - 3:42
- - бонус песма, само на делукс издању. Спекулисало се да је посвећена Кајли Миног и њеној тадашњој борби против рака дојке. - Мадона, Ахмадзаи - 3:32
- - Б-страна на синглу Jump - Мадона, Прајс - 5:36
- - демо који је процурео у јануару 2008., а из којег је настала песма Hey You - Мадона, Ахмадзаи - 2:50

## Синглови
| #  | Име | Датум                                 |
| -- | --- | ------------------------------------- |
| 1. |     | 17. октобар 2005.                     |
| 2. |     | 20. фебруар 2006.                     |
| 3. |     | 6. јун 2006. (САД) 24. јул 2006. (УК) |
| 4. |     | 7. новембар 2006.                     |

## Оцена критике и јавности
Албум је добио изузетно добре критике, и од стручњака, али и од фанова. Постао је троструко платинаст у Европи за мање од месец дана, дебитовавши у свету на месту број 1 у чак 29 држава. 13. септембра 2006. године, IFPI је сертификовао албум као 4х платинаст у Европи. У САД је албум такође дебитовао на првом месту, продавши се у 350 606 примерака у првој недељи. Током друге недеље пао је на #4, са падом продаје од 39%. До данас, албум је продат у око 1,7 милиона примерака у САД, што представља значајно побољшање у односу на њен претходни студијски албум. То је 22. најпродаванији албум 2006. године у САД, према Billboard часопису.
Према часопису Daily Mail, "Мадона се враћа како би повратила своју денс-поп круну са плочом која је гура, из прве руке, натраг у клупску културу. Confessions on a Dance Floor не само да је најбољи албум госпође Чиконе још од Ray of Light из 1998. То је нон-стоп ритмом-вођена турнеја силе која се може сврстати са свим оним што је радила у своје доба освајања топ-листа“.
Према Ролинг стоун часопису, "ово је албум направљен за максималну јачину звука. Сав је покрет, акција, брзина. Песме се непрестано смењују, са вртоглавим слојевима звука и семплова који ускачу и искачу, лутајући и грмећи кроз звучнике. За разлику од кристалне прецизности њених албума Ray of Light и Music, сонични потпис овде је моћни хаус - у песмама попут Future Lovers и Push, са својим хипностичким трибал битом миксованим са будућим тренсом. Не само да су свих 12 песама спојене заједно како би подсећале на ди-џеј сет, већ изгледају као да су већ ремиксоване... Након њеног претходног албума, млаког American Life, 47-годишња мајка двоје деце показује да још увек остаје будна до касно“.
За крај, ту је и критика домаћег сајта POPBOKS.
| „ | Повратак краљице попа својим коренима, у најкраћем је оно што дефинише албум омиљене поп иконе, која је у својим позним 40-им одлучила да коначно нађе праву употребну вредност својој јоги и пилатесу. На плесном подијуму, где другде! Оно што је много битније није повратак коренима, него одлазак од електронизоване Мирвајз форме албума (2003), који је био промашај на толико нивоа да би и издавање највећих Кабала хитова било боље решење од тога. На свом претходном албуму наша Естер (Мадонино Кабала име) је напрасно загазила у област на којима се Срби (и Мајкл Мур) највише богате, а Грин дејси спашавају своју јадну каријеру – у политику. А ко још жели да им Мадона буде Весна Пешић? А онда се испоставило да највећи Мадонин успех у 2004. уопште није био везан за музику. Испало је да је особи која је померила све могуће стандарде, која нам је открила да је бог заправо црнац, мастурбирала на сцени и (раз)откривала све врсте сексуалности на ЕП (‘90) и албуму (‘92) и, најконтроверзнији потез био један исценирани пољубац са Бритни Спирс. Толико о колективној регресији и битности . Confessions је албум који поново покреће Мадону из удобности свога (сада лондонског) дома, спиритуално је повезује са њеним коренима из 80-их и плесном подијуму са којег је све и почело. То је поново Мадона која је спремна да скочи (види под песмом Jump) и да се не извињава много свима због својих одлука. Вероватно први пут после Erotice, госпођа Ричи је преузела данце форму као своје главно средство изражавања и то у маниру који је имала на ремикс албуму (‘87), у једном нон-стоп ди-џеј миксу под палицом феноменалног Стјуарта Прајса (Les Rhytmes Digiatales, Zoot Woman), који је песму већ претходно спасао својим ремиксом. Уплив већинског продуцента претходна два албума, Мирвајза Ахмадзаија, који је својим роботронским денсом подједнако овенчао (2000) и уништио American Life, сада је сужен на одличну мородеровску песму . Велики хитови, као невероватан сингл (са семплом АББА песме ) и (са огромним Стјуартовим упливом бас линије из његовог пројекта Zoot Woman), још су једне у низу покретачких Мадоних песама у којима она заправо не пева ни о чему, а које ваљда само код ње (и Кајли) добијају смисао. Праве исповести крећу тек пошто је отпевала најглупљу оду урбаном центру Америке - (где римује Њујорк и дорк!), а те исповести су управо оно што понајвише разликује овај албум од Мадониног првенца и синглова ('82) и ('83), где је 25-годишња девојка само позивала људе на добро зезање. Иако је имиџ дводимензионалне плавушице која намигује са плесног подијума ту, размишљања су се променила. И диско песме нису више тако безбрижне, Мадонна све чешће мења улоге са својим алтер егом Естер (песма Isaac, посвећена кабалистичком учитељу) и користи доста религиозних алегорија у и . I наравно, ни на моменат не заборави да нас подсети на ожиљке које слава оставља (Let It Will Be и How High), а које можда најбизарније обрађује песма Push, тзв. "како је то бити госпођа Ричи" песма, која би требало да представља истовремени прекор и захвалницу мужу на подстицају да не одустаје и да даље обара границе. Иако наизглед само једноставан данце албум, је данце музика за одрасле. Поседује духовност Ray Of Light, фриволност првог албума и, срећом по све нас, врло мало денс форме са албума Music, а нарочито . Поседује и једини одобрени семпл АББА песме у историји музике и један помало заборављен формат у поп музици – DJ Mix албум. Дакле, поседује онај "само-ја-ово-могу-сад-да-изведем" став, јер ја сам Мадона. А ако вам се то не допада, има и поруку за вас на крају албума: Владимир Петковић, POPBOKS| ” |

## Награде
Мадона је освојила награду као "Најпродаванији интернационални женски извођач" на BRIT наградама 2006. године, као и "Најпродаванији светски поп извођач" и "Најпродаванији извођач из САД" на World Music Awards наградама. Такође је била номинована за 5 МТВ Видео награда за спот Hung Up, али није освојила ниједну.
Албум је Мадони донео до сада највећи број награда у једној години. Следи списак свих њених награда из 2006. године.
- (Шведска)
  - Најбољи интернационални албум,
- - Најбољи албум, 
  - Најбољи сингл, 
  - Најбољи музичар
  - Најбољи live догађај,
- (Француска)
  - Најбољи интернационални извођач
- - Најбољи женски соло извођач
  - Најбоља песма,
- - Најбољи албум, 
  - Најбоља песма, 
  - Најбоља соло звезда
  - Најбољи поп извођач
- - Награда за животно дело
  - Награда за Повучени Видео
- - Најбољи Међународни Женски Извођач
- - Најсекси Женски Извођач
- - Најбољи Поп/Рок Женски Интернационални Извђач
  - Хит Године
- - Најбољи Интернационални спот
- - Најпродаванији сингл, 
  - Најпродаванији албум,
- - Најбоља поп/денс песма Hung Up
  - Најбољи денс спот Hung Up
  - Најбољи соло денс извођач
- - Најбоља интернационална певачица
  - Најбоља песма, 
  - Најбољи спот,
- - Најбољи интернационални хит сингл,
- - Најбољи интернационални хит сингл,
- - Најбољи интернационални албум, 
  - Најбољи интернационални извођач
- [1]
  - Прва звезда која се нашла у новотвореном Тргу Славних.
- - за осам распродатих концерата
- - Највећа Концертна зарада ($22 милиона, осам распродатих концерата, Вембли Арена)
- - Најбољи поп извођач на свету
  - Најпродаванији САД извођач на свету
- - Најбољи Денс/Електронски албум

Трећи сингл са албума, Get Together, је био номинован за Гремија у категорији Најбоља денс песма
- - Интернационални хит године,
- - Најбољи денс музички спот,

## Продаја
| Држава               | Највиша позиција на листи | Сертификација        | Продаја    |
| -------------------- | ------------------------- | -------------------- | ---------- |
| Аргентина            | 1                         | 5x Платинаст         | 200 000+   |
| Аустралија           | 1                         | 2x Платинаст         | 140 000+   |
| Аустрија             | 1                         | Платинаст            | 25 000+    |
| Белгија              | 1                         | Платинаст            | 40 000+    |
| Бразил               | 1                         | Златни               | 100 000+   |
| Канада               | 1                         | 5x Платинаст         | 500 000+   |
| Чиле                 | 1                         | Платинаст            | 15 000+    |
| Кипар                | 1                         | Платинаст            | 10 000+    |
|IFPI Данска               | 1                         | 2x Платинаст         | 60 000+    |
|IFPI Финска               | 1                         | Платинаст            | 54 588+    |
| Француска            | 1                         | Дијамантски          | 1 000 000+ |
|IFPI Немачка              | 1                         | 3x Платианст         | 600 000+   |
| Грчка                | 1                         | 2x Платинаст         | 40 000+    |
| Мађарска             | 2                         | 2x Платианст         | 20 000+    |
| Ирска                | 1                         | 4x Платианст         | 60 000+    |
| Италија              | 1                         | 4x Платинаст         | 450 000+   |
| Јапан                | 5                         | 2x Платинаст         | 500 000+   |
| Мексико              | 3                         | Платинаст            | 100 000+   |
| Холандија            | 1                         | Платинаст            | 80 000+    |
| Нови Зеланд          | 5                         | Платинаст            | 15 000+    |
| Норвешка             | 1                         |                      |            |
| Пољска               | 2                         | Платианст            | 40 000+    |
| Португал             | 1                         | 2x Платинаст         | 40 000+    |
| Русија               | 1                         | Дијамантски          | 100 000+   |
| Тајван               | 1                         | Платинаст            | 45 000+    |
| Сингапур             | 1                         | 2x Платинаст         | 30 000+    |
| Шпанија              | 1                         | 2x Платинаст         | 160 000+   |
|IFPI Шведска              | 1                         | 2x Платинаст         | 120 000+   |
| Швајцарска           | 1                         | 3x Платинаст         | 120 000+   |
| Уједињено Краљевство | 1                         | 4x Платианст         | 1 300 000+ |
| САД                  | 1                         | Платинаст            | 1 700 000+ |
| СВЕТ                 |                           | [ 28 ] [ 29 ] [ 30 ] | 8 000 000+ |

## Сарадници на албуму

#### Особље
- Мадона - вокал, пратећи вокали, гитара
- Стјуарт Прајс - продуцент, клавијатуре, синтисајзер, вокодери, програмирање, секвенцирање, семпловање
- Роберта Караро - клавијатуре, бас, бубањ, хармоника

#### Продукција
- Продуценти: Мадона, Стјуарт Прајс, Мирвајз Ахмадзаи,
- Микс: Марк Спајк Стент за Olympic Studios и Record Plant Studios (осим Forbidden Love, коју је миксовао Стјуарт Прајс из Shirland Road)
- Снимање: Стјуарт Прајс за Shirland Road (осим How High и Like It Or Not, који су снимани у Murlyn Studios из Стокхолма, и Future Lovers која је снимана у Mayfair Studios)
- Асистенти инжињеринга: Алекс Дромгул, Дејвид Емери, Ентони Килхофер
- Мастеринг: Брајан Big Bass Гарднер

#### Дизајн
- Фотографија: Стивен Клајн
- Арт дирекција и графички дизајн: Ђовани Бјанко
- Правна питања: Грубман Индурски
- Менаџмент: Гај Осеари и Анђела Бекер